# 伊那新町站
伊那新町站（日语：／ Ina-shinmachi eki */?）是位於日本長野縣上伊那郡辰野町大字伊那富的東海旅客鐵道（JR東海）飯田線車站。

## 車站構造
- 島式月台1面2線，可以列車交會
- 地上車站
- 由伊那市站管理的無人站
- 平交道在上行方向末端
- 站舍在下行方向側

### 月台配置
| 月台 | 路線   | 方向 | 目的地           |
| ---- | ------ | ---- | ---------------- |
| 1    | 飯田線 | 下行 | 辰野方向         |
| 2    | 飯田線 | 上行 | 飯田、天龍峽方向 |

## 車站周邊
車站附近有一些平房與園圃。
- 荒神山體育中心
- 辰野公園
- 國道153號

## 巴士路線
- 辰野町營巴士大石線：伊那新町站前

## 历史
- 1909年（明治42年）12月28日 - 伊那電車軌道（1919年改名為伊那電氣鐵道）松島（現在的伊那松島）至辰野（即是西町站）之間開業，新設南新町停車站。
- 1923年（大正12年）3月16日 - 伊那松島至辰野之間建設新線，暫停使用。
- 1923年（大正12年）4月20日 - 南新町停車站重新營業。
- 1943年（昭和18年）8月1日 - 伊那電氣鐵道線國有化，成為國鐵飯田線車站。同時升級為伊那新町站。
- 1954年（昭和29年）12月1日 - 東京都區内各站與長野站出發的旅客可以使用此車站。
- 1966年（昭和41年）3月25日 -可以列車交會，1面2線車站。
- 1971年（昭和46年）4月1日 - 出發旅客車站的限制廢除。
- 1971年（昭和46年）12月1日 - 成為有人站。
- 1983年（昭和58年）2月24日 - 成為無人站。
- 1987年（昭和62年）4月1日 - 因國鐵分割民營化，本站成為東海旅客鐵道的車站。

## 相鄰車站
東海旅客鐵道
 飯田線
■快速（包括「水篶」、只限下行停靠）
羽場 → 伊那新町 → （「水篶」只停靠宮木） → 辰野
■普通
羽場－伊那新町－宮木